# Florentina Mosora
Florentina Ioana Mosora of Florentina Stan-Mosora (Cluj-Napoca, 7 januari 1940 – Luik, 2 februari 1996) was een Roemeense en Belgische biofysicus. In haar vroegere jaren was ze filmactrice.

## Biografie
Mosora had aanvankelijk een carrière als actrice en werd bekend door haar rol in Dragoste la zero grade ("Love at Zero Degrees", 1964). Ze speelde ook in Sub cupola albastră ("Under the Blue Arch", 1962) en Post-restant ("Poste Restante", 1961) en Băieţii noştri ("Our Boys", 1959). Ze studeerde af aan de faculteit natuurkunde van de Universiteit van Boekarest. Later verhuisde ze naar België, waar ze werkte aan het gebruik van stabiele isotopen in de geneeskunde. Ze ontving de Agathon de Potter-prijs van 1979-1981 voor uitmuntend onderzoek in de natuurkunde van de Agathon de Potter Foundation en de Belgische Koninklijke Academie. In 1989 was ze een van de drie wetenschappers die mede-organisator waren van een NAVO-workshop over biomechanische transportprocessen. Ze stierf op 56-jarige leeftijd in Luik.

## Publicaties
- (en) Mosora, Florentina, Jandrain, BJ, Pallikarakis, N, Normand, S, Pirnay, F  (mei 1993). Fructose utilization during exercise in men: rapid conversion of ingested fructose to circulating glucose. Journal of Applied Physiology  74 (5): 2146-54. DOI:10.1152/jappl.1993.74.5.2146.
- (en) Mosora, Florentina, Baque C., Caro C.G., Krause E. (et al.) (1990). Biomechanical Transport Processes: Proceedings of a NATO Advanced Research Workshop on Biomechanical Transport Processes. Plenum Press, New York, pp. 426. ISBN 978-0-306-43676-5. Gearchiveerd op 17 november 2019. Geraadpleegd op 17 november 2019.
- (en) Pullman, Bernard (April 1981). Intermolecular forces: proceedings of the Fourteenth Jerusalem Symposium on Quantum Chemistry and Biochemistry. D. Reidel, 489–98. ISBN 978-90-277-1326-1. Gearchiveerd op 17 november 2019. Geraadpleegd op 17 november 2019.
- (en) Mosora, Florentina, Lacroix, M, Luyckx, A  (1981). Glucose oxidation in relation to the size of the oral glucose loading dose. Metabolism  30 (1): 143–49. DOI:10.1016/0026-0495(81)90033-0.